# Schaffalitzky von Muckadell

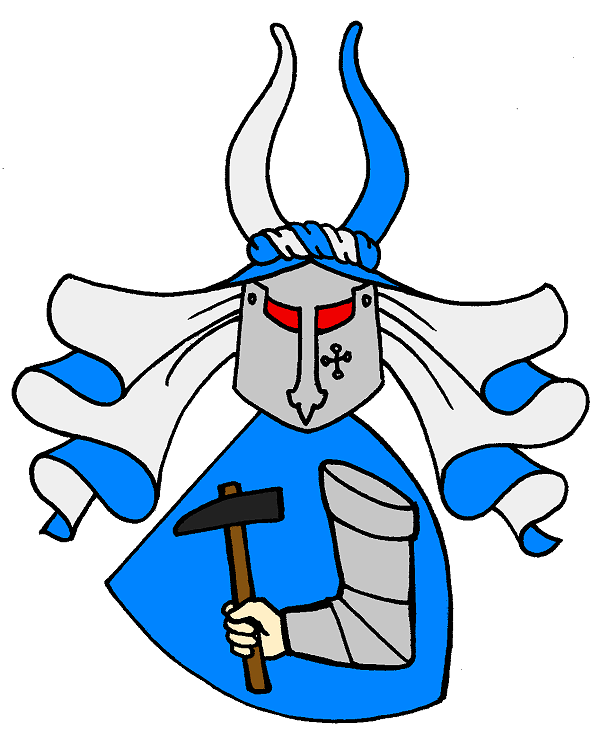
Wappen der Schaffalitzky von Muckadell

Schaffalitzky von Muckadell, auch Schaffelitzky von Muckodell und wechselnde Schreibweisen (Schafflützel von Muckendell/Muckhendel/Mückenthal), in Dänemark Schaffalitzky de Muckadell, ist der Name eines aus Böhmen stammenden Adelsgeschlechts Pšovlcký z Mukoděl.

## Geschichte
Zuerst schrieb man den Namen wohl Pschovolitzky (Pschovvolizky), für das auf der Burg Marckodiel (Mu(c)kodiel/Muckathell) bei Rakovník in Böhmen angesessene Geschlecht.
Die Burg wurde im Lauf der Hussitenkriege 1418–36 zerstört.
Nach einer quellenbasierten Genealogie von Carl Adolph Baron Schaffalitzky de Muckadell (1904–1988), bis 2004 ergänzt und redigiert von Mogens Baron Schaffalitzky de Muckadell (1916–2007), ist der Stammvater des Geschlechts ein Tverdise (* um 1120), Burggraf von Hadonin und Podivin. Dessen Sohn war Sudomir (* um 1160), Vater des Sudomir von Veseli (* um 1200), zu Veseli in Mähren, Burggraf von Bršlava und Vater des Tverdise von Veseli (* um 1240), ebenfalls Burggraf von Bršlava und Vater des Sudek von Veseli (* um 1280). Dessen Sohn war Kusý von Strabenice (um 1320–1374), Vater des Johann (Kusý) von Oleksovice (* um 1370).

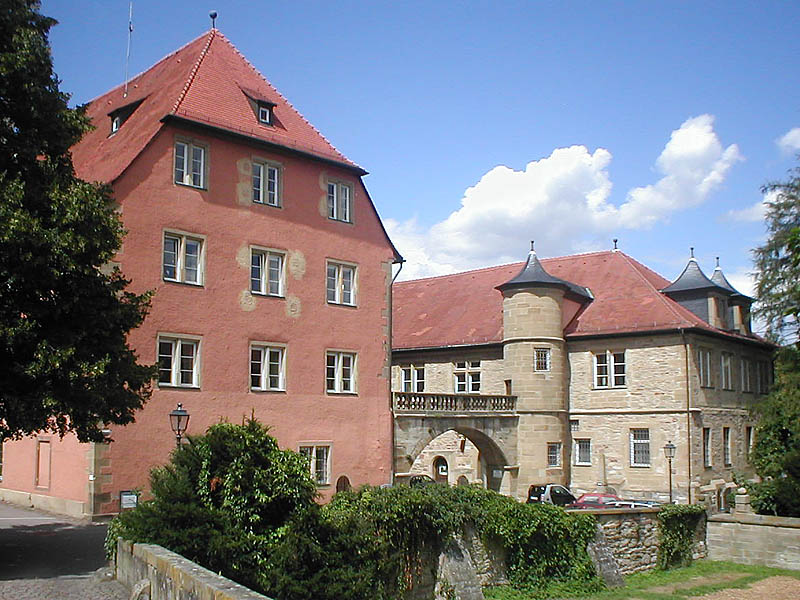
Schloss Brackenheim, zwischen 1550 und 1565 weitgehend neu erbaut. Amtssitz des Obervogtes Sebastian Schaffalitzky von Muckadell (1551–1624)

Dessen Sohn war Heinrich Kusý von Muckodél (* um 1420), Vater des Peter Kusý von Muckodél (* um 1460), von dem Burian Psovlcký von Muckodél (1501–1556) abstammte. Dessen Sohn Sebastian Psovolicky (Psovlcký) von Muckodél (Sebastian Pschovvolizky) (um 1500/20–1558) ist wahrscheinlich identisch mit dem Schaffalitzky, der 1558 in württembergischen Diensten 1000 Mann Musketiere anführte.
Sein Sohn mit Anna von Rabenhaupt (Robenhaupt von Sucha/Robmhap ze Suché) war der noch in Mähren geborene Sebastian Schaffalitzky von Muckadell (1551–1624). Er kam zu Herzog Ludwig von Württemberg, diente zunächst auf spanischer Seite in den Niederlanden und nahm an dem Krieg zwischen Spanien und Portugal teil. Darauf kam er wieder nach Württemberg und wurde zum Obervogt des Zabergaus mit Sitz in Brackenheim ernannt, später auch zum Inspektor aller Festungen in Württemberg. Durch Kauf wurde er 1590 Gutsherr auf Freudental bei Besigheim.
Die Familie zählte von 1590 bis 1685 mit dem Besitz von Gut Freudental und mit dem 1686 erworbenen Oberöwisheim zum Ritterkanton Kocher des Ritterkreises Schwaben. Von 1623 bis 1675 war die Familie auch Eigentümer eines Freihofs in Faurndau.

### Adelserhebungen

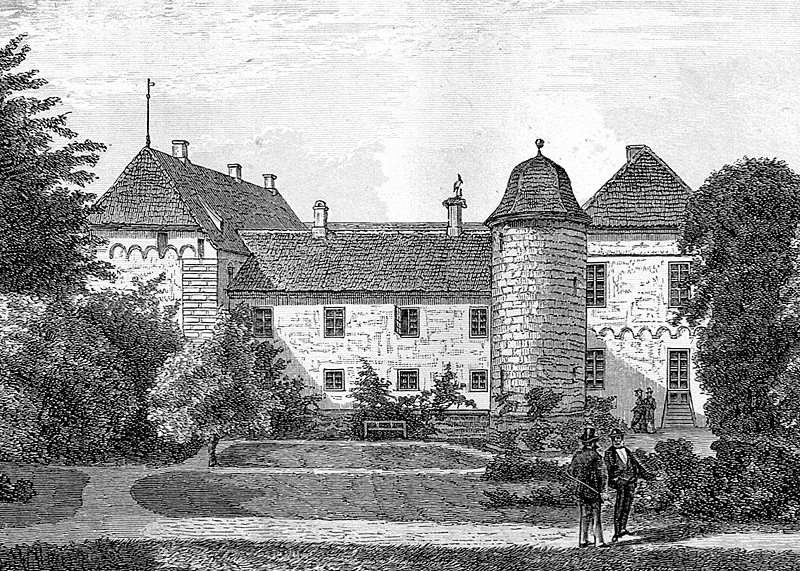
Arreskov, seit 1784 Hauptsitz der dänischen Lehnsgrafschaft Muckadell (1872)

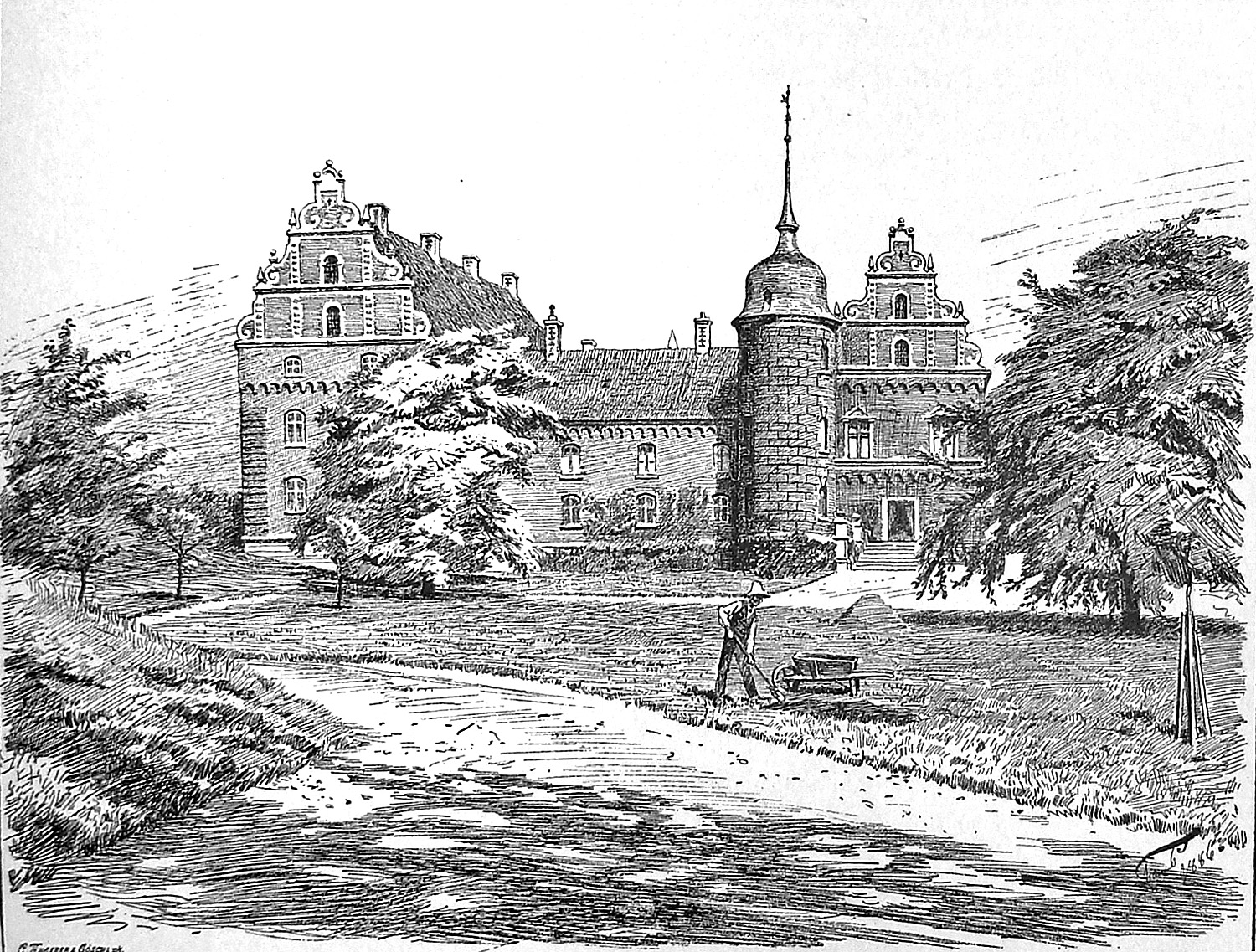
Arreskov (1886, nach dem Umbau 1872–73)

Dänischer Grafenstand am 2. April 1783 für den dänischen Kammerherrn, Geheimen Rat und Oberst a. D. Albrecht Christopher Schaffalitzky de Muckadell. Er errichtete am 26. November 1784 aus seinen dänischen Gütern Brobygaard, Ølstedgaard und Arreskov mit Gelskov die Grafschaft Muckadell mit Hauptsitz in Arreskov.
Nur der jeweilige Inhaber führte den dänischen Grafentitel (lensgreve), während den übrigen Familienmitglieder der Baronstitel zusteht. 1925 wurde die Grafschaft Muckadell im Rahmen der „Lensafløsningen“ als Fideikommiss rechtlich aufgelöst. Der königliche Kammerherr und Hofjägermeister Albrecht Christopher Carl Ludvig Schaffalitzky de Muckadell (1859–1935) war der fünfte und letzte Inhaber der Grafschaft. Deren Hauptsitz Arreskov ist bis heute in Familienbesitz und es führte auch sein ältester Sohn, der Kammerherr, Hofjägermeister, Leutnant, Gutsbesitzer und Jurist Erik Schaffalitzky de Muckadell noch den Grafentitel (jedoch nur als greve).
1847 erhielt Friedrich von Schaffalitzky-Muckodell eine württembergische Anerkennung des Freiherrentitels.

## Wappen
Blasonierung: 
- Das Stammwappen zeigt in Blau einen geharnischten Arm, mit der bloßen Hand einen schwarzen Hammer an hölzernem Stiel schwingend. Auf dem Helm mit blau-silbernen Decken ein silbernes und ein blaues Büffelhorn.[4]
- Das Wappen von 1783: Geviert und belegt mit Herzschild wie Stammwappen. 1 in Gold ein vorwärts-sehender roter Stierkopf (Reedtz), 2 in Blau ein goldener Stern (Juel), 3 in Silber eine blaue Lilie, 4 in Silber ein blauer Zinnenturm mit offenem Tor. Drei Helme, auf dem rechten mit rot-goldenen Decken ein gestürzter blauer Pfeil zwischen einer goldenen u. einer roten Straußenfeder, auf dem mittleren mit blau-silbernen Decken eine goldene Krone zwischen einem silbernen und einem blauen Büffelhorn, auf dem linken Helm mit blau-goldenen Decken der Stern zwischen offenem, rechts goldenem, links blauem Flug; Schildhalter: Rechts ein um Haupt und Lenden grün-bekränzter wilder Mann, mit der Rechten eine hölzerne Keule schulternd, links ein widersehender gold-bewehrter brauner Adler.

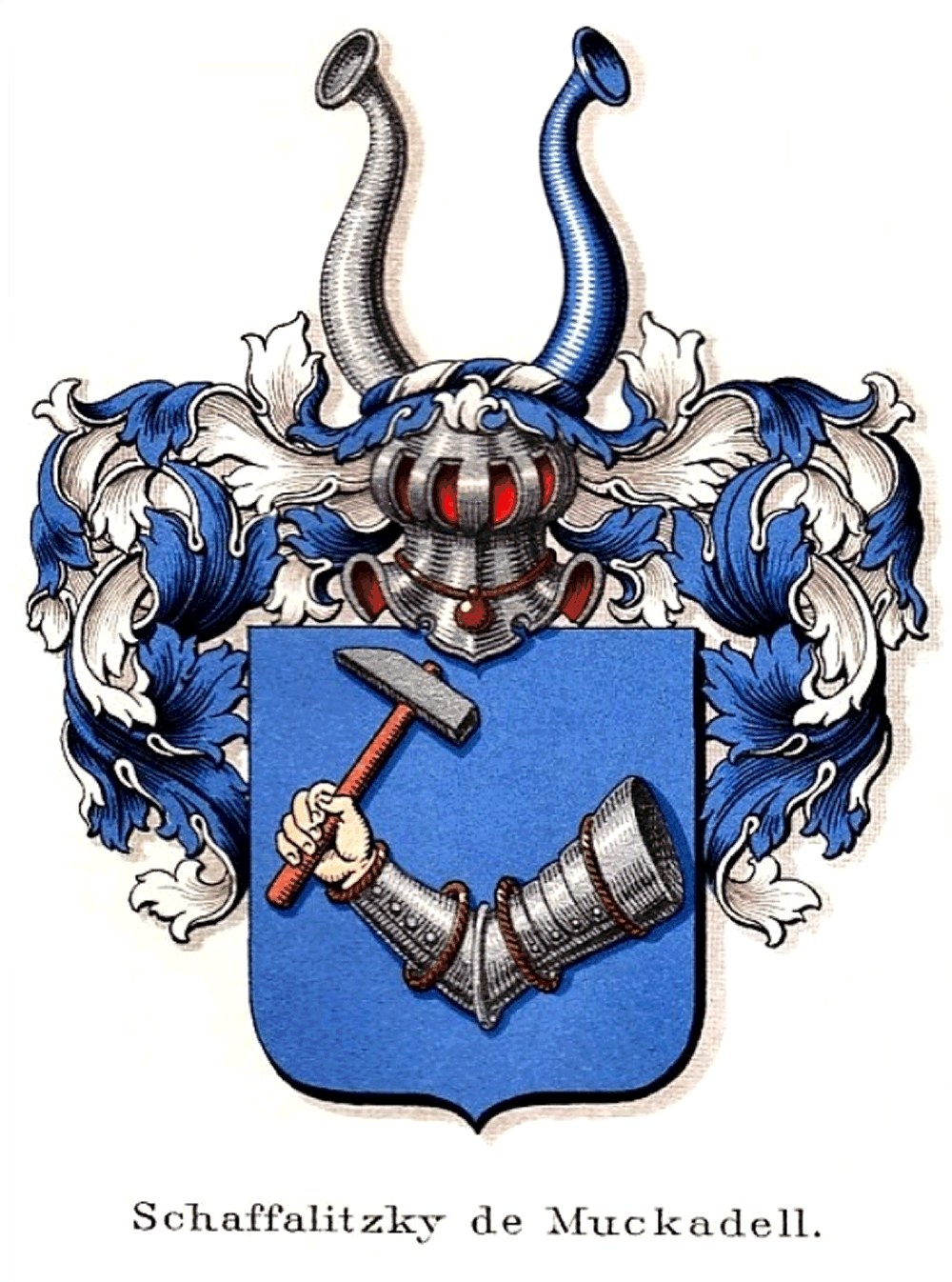
Stammwappen in Danmarks Adels Aarbog 1928

## Namensträger
- Sebastian Schaffalitzky von Muckadell (1551–1624), Gutsherr auf Freudenthal, herzoglich württembergischer Obervogt zu Brackenheim sowie Festungsinspektor und Gesandter
- Bernhard Schaffalitzky von Muckadell (1591–1641), Generalmajor der schwedischen, später der französischen Armee
- Heinrich Bernhard Schaffalitzky von Muckadell (1681–1751), dänischer General, Stammvater des dänischen Zweiges aus Württemberg
- Albrecht Christopher Schaffalitzky de Muckadell (1720–1797), Gutsherr auf Brobygaard, Ølstedgaard und Arreskov mit Gelskov, königlich dänischer Kammerherr, Geheimer Rat und Oberst a. D.; er errichtete am 26. November 1784 aus seinen Gütern die Grafschaft Muckadell
- Bernhard Ludwig-Maximilians-Schaffalitzky von Muckadell (1843–1922), dänischer Baron, er war der Vater von Cai Schaffalitzky von Muckadell
- Cai Schaffalitzky de Muckadell (* 23. Oktober 1877 in Viborg; † 24. Januar 1972), dänischer Baron, Marineoffizier, Journalist und Autor

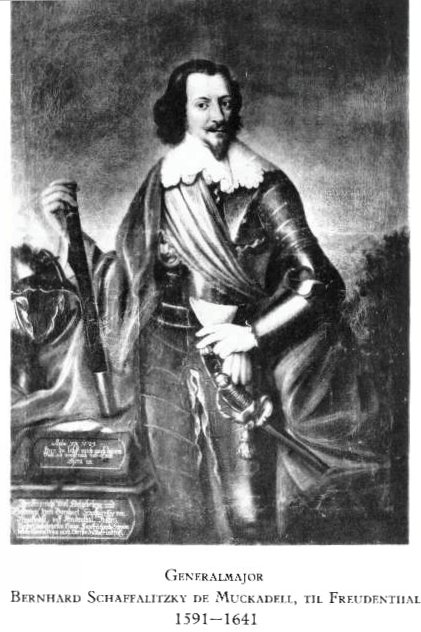
Bernhard Schaffalitzky de Muckadell (1591–1641), schwedischer Generalmajor und Württemberger Diplomat im Dreißigjährigen Krieg
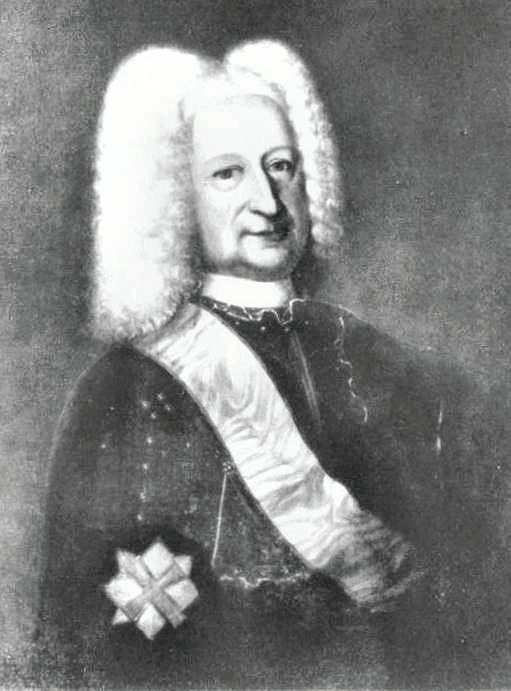
Heinrich Bernhard Schaffalitzky von Muckadell (1681–1751), dänischer General, Stammvater des dänischen Zweiges aus Württemberg
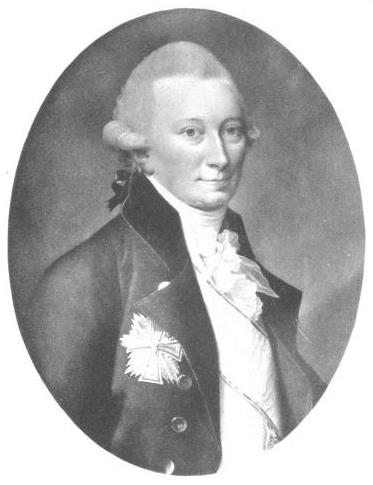
Albrecht Christopher Schaffalitzky de Muckadell (1720–1797), dänischer Kammerherr, Geheimer Rat und Oberst, Gründer der Grafschaft Muckadell
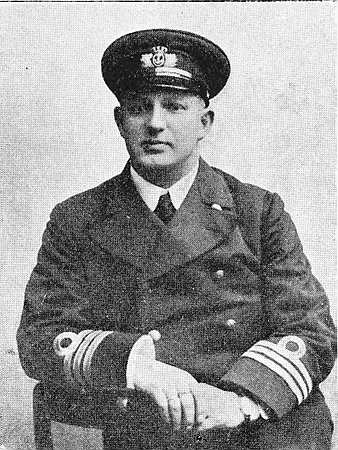
Cai Schaffalitzky de Muckadell (1877–1972), dänischer Marineoffizier, Journalist und Autor